# El Almendro (Perú)
El Almendro es una localidad peruana ubicada en el distrito de Suyo, perteneciente a la provincia de Ayabaca del departamento de Piura, al norte del Perú. 

## Ubicación
El Almendro se ubica al noroeste de la provincia de Ayabaca, en el distrito de Suyo, en el departamento de Piura.

## Demografía
En 2017 El Almendro tenía una población de 4 habitantes.
| Gráfica de evolución demográfica de El Almendro entre 1993 y 2017 |
|                                                                   |
| Fuentes: Población 1993 y 2017                                    |